# روبرت جي. هوبر
روبرت جي. هوبر هو سياسي أمريكي، ولد في 29 أغسطس 1922 في ديترويت في الولايات المتحدة، وتوفي في 23 أبريل 2001 في تروي في الولايات المتحدة. نشط حزبياً في الحزب الجمهوري. وقد انتخب عضو مجلس النواب الأمريكي ‏ عن دائرة Michigan's 18th congressional district ‏ وقد انضم خلال فترته النيابية ‏ (3 يناير 1973 – 3 يناير 1975) للكتلة البرلمانية الحزب الجمهوري وانتخب عضو مجلس ولاية ميشيغان ‏ وانتخب عضو مجلس النواب الأمريكي ‏.